# Corredor de Gaube

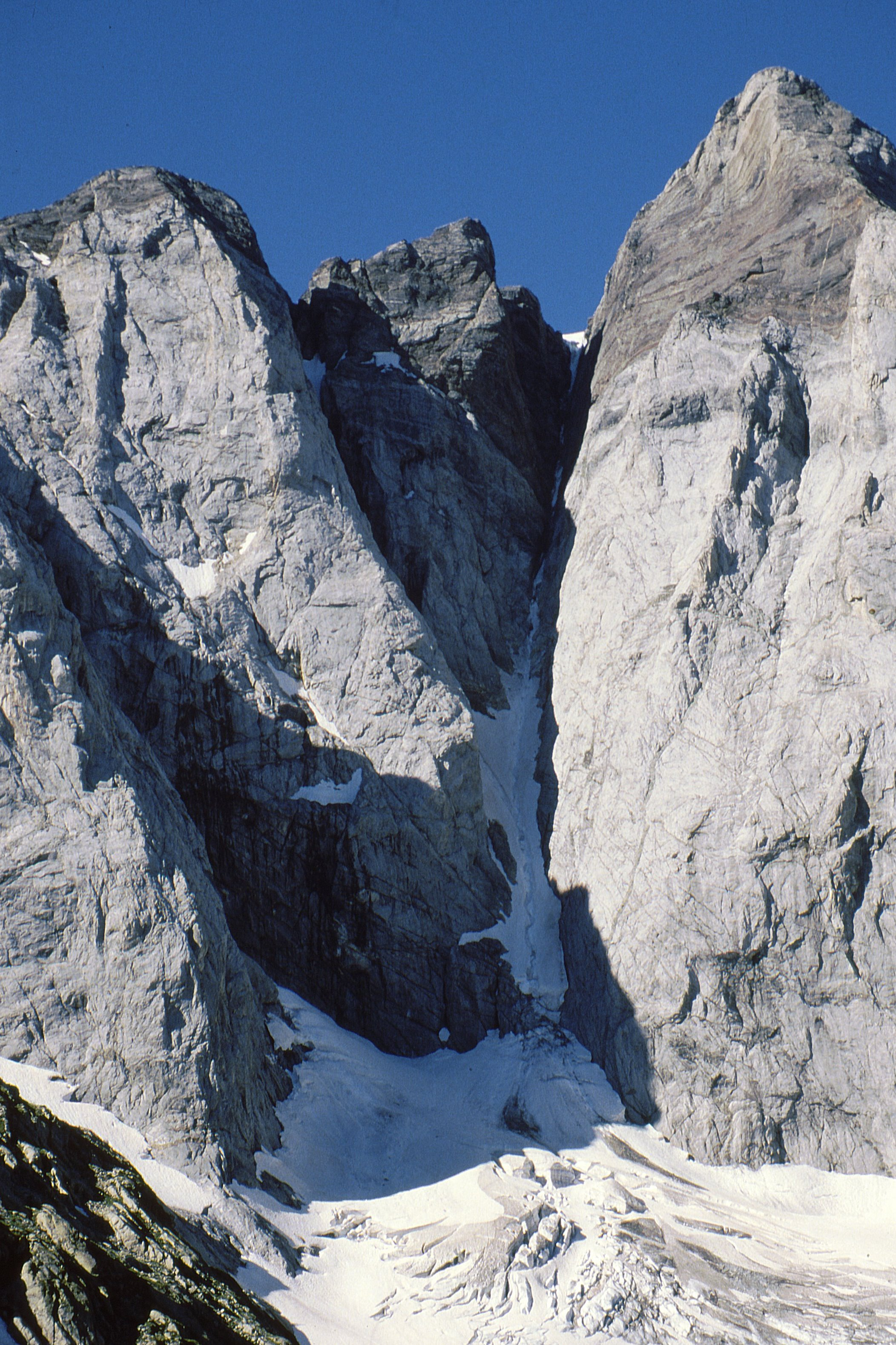
D'esquerra a la dreta : Punta Chausenque, Piton Carré, couloir de Gaube i Pique Longue del Vinyamala

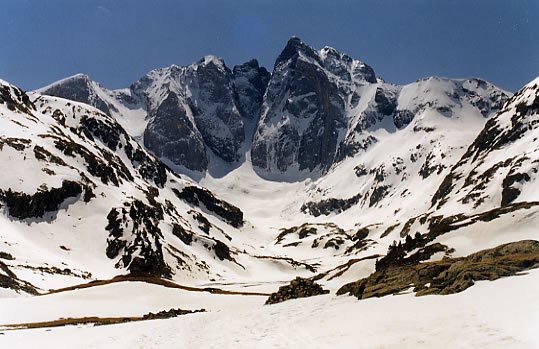
La cara nord del Vinyamala a l'hivern

El corredor de Gaube (en francès couloir de Gaube) és una canal profunda que divideix la cara nord del massís del Vinyamala, als Pirineus. Així el defineix Henri Brulle:
| « | El Couloir de Gaube és una fascinant i provocadora xemeneia de neu i glaç, oberta a la paret nord del Vinyamala, vertiginosa i de 600 metres d'alçada | » |

## Topografia
El couloir de Gaube separa la Pique-Longue (cim principal del Vinyamala) del Pitó Carré. Un passadís divergent se'n deslliga, formant la barra esquerra d'una Y i anomenat per aquesta raó couloir de l'Y, entre el Pitó Carré i la punta Chausenque.
El couloir neix a la glacera de les Oulettes. Donada la seva posició a la cara nord i el seu encaixonament, és permanentment congelat, i el seu pendent, molt fort, va accentuant-se.

## Primera ascensió
La primera ascensió del Vinyamala pel corredor de Gaube és doncs una gesta, la més gran sens dubte de la història del pirineisme naixent. El 6 d'agost de 1889, Henri Brulle decideix engegar aquest repte. Amb els seus amics Jean Bazillac, Roger de Monts, i els guies de Gavarnia Célestin Passet i François Bernat-Sales, ataquen l'ascensió, que multiplica la dificultat en començar pel pas de la rimaia de la glacera de les Oulettes.
Célestin Passet, al capdavant, talla esglaons al gel amb el seu piolet durant hores. Arribant gairebé a la sortida del couloir, xoquen amb un obstacle temible: un bloc encallat, de 5 a 6 metres d'alt, cobert de gel, que suposa una muralla aparentment infranquejable. En aquest punt, baixar representaria una empresa impossible. Célestin ataca doncs el bloc, tallant esglaons en un gel extremadament dur. Brulle li cedeix el seu piolet (el d'ara endavant històric Fleur de Gaube) que facilita la feina a Célestin. Li caldrà, no obstant això, dues hores d'esforços per franquejar aquest passatge. Un cop destapat l'embut, fan cim a la Pique Longue (3298 m.). Célestin ha tallat més de 1300 esglaons.

D'aquesta gesta Passet se'n sent molt orgullós i sovint repeteix, quan es parla davant d'ell d'una nova temptativa d'ascensió del corredor: « He guardat la clau »..Baixen per la via normal de la glacera de Ossoue fins a les grutes Bellevue, on Henry Russell els espera amb un grog ben calent. 

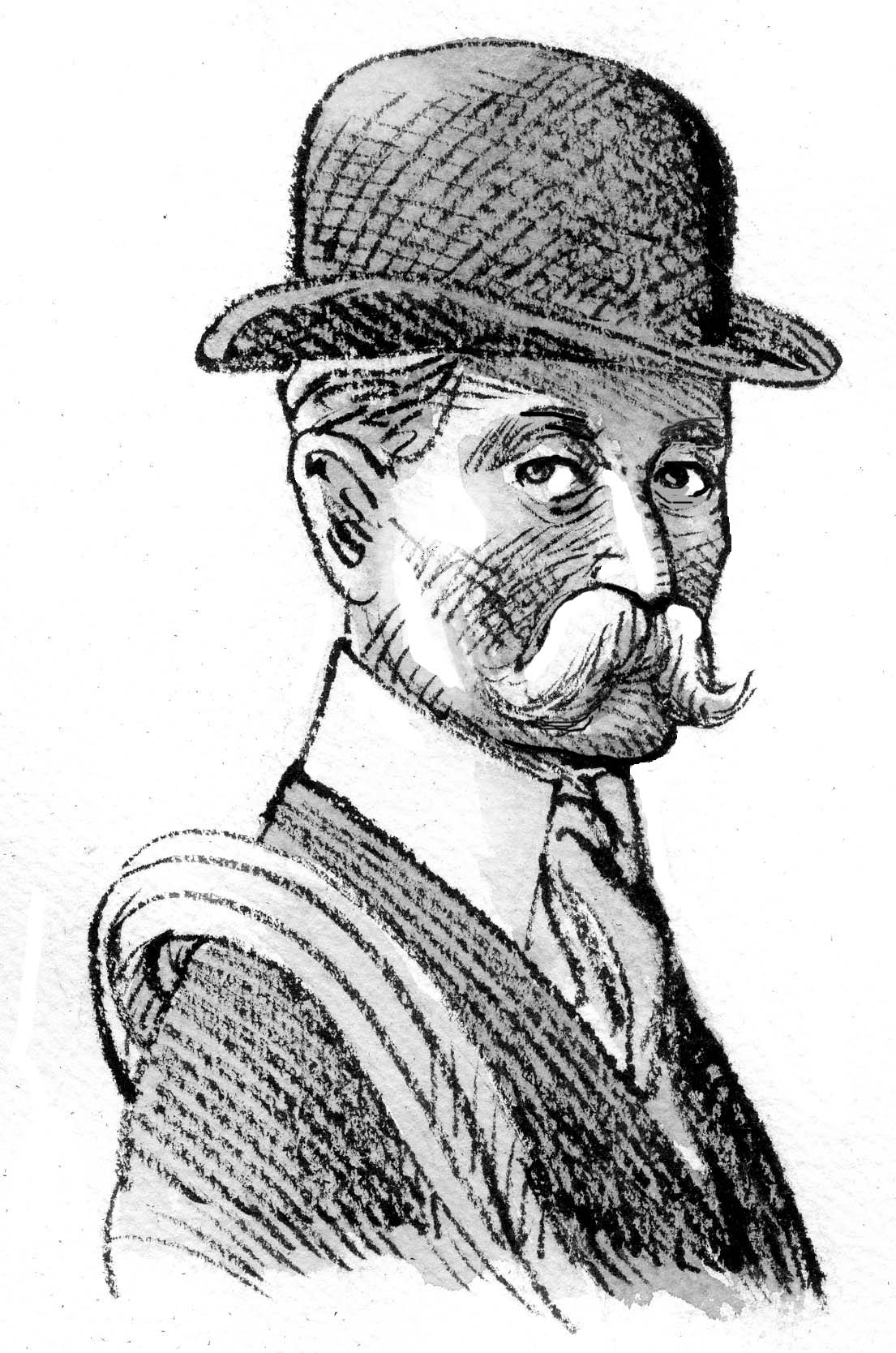
Henri Brulle
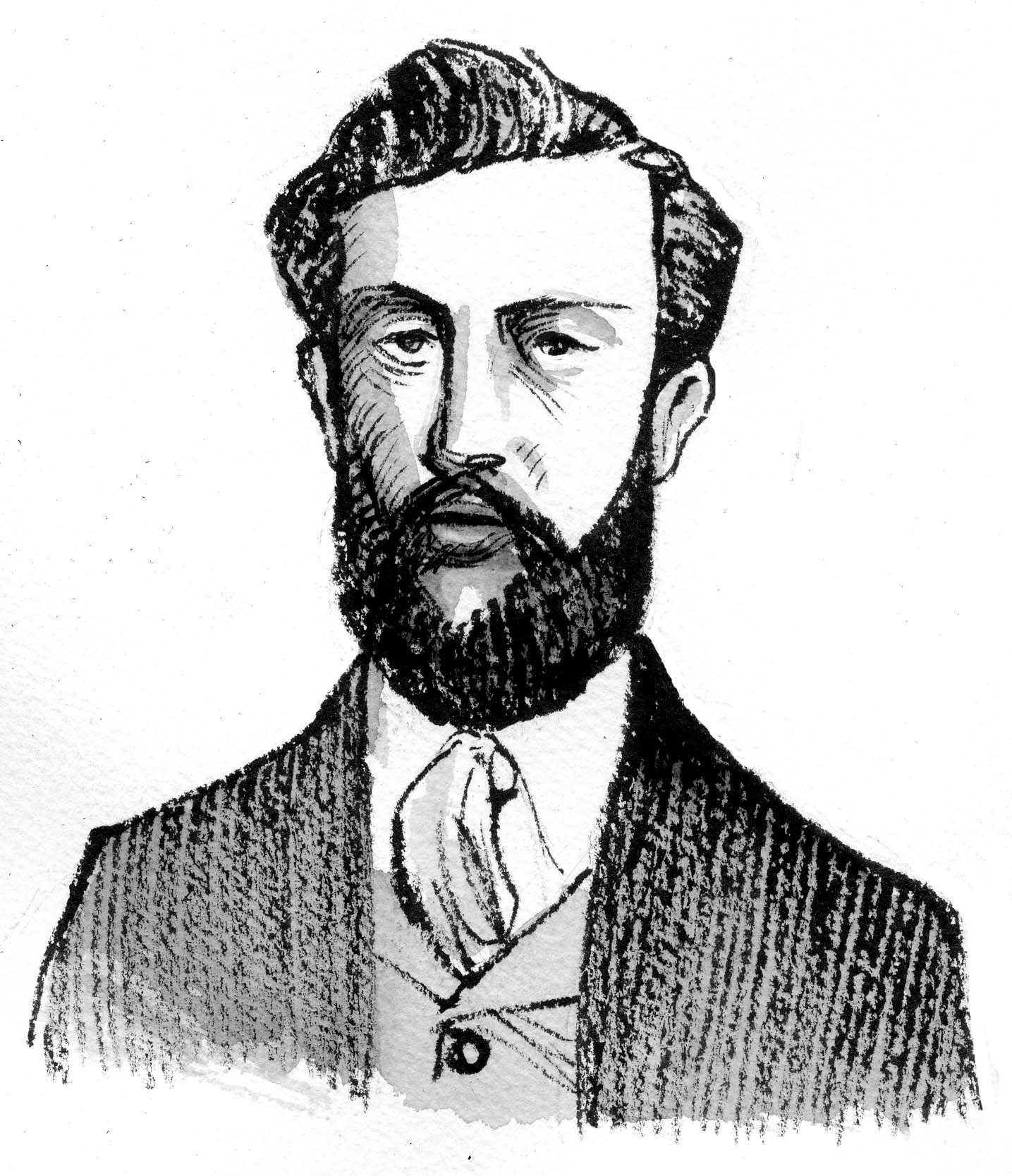
Jean Bazillac
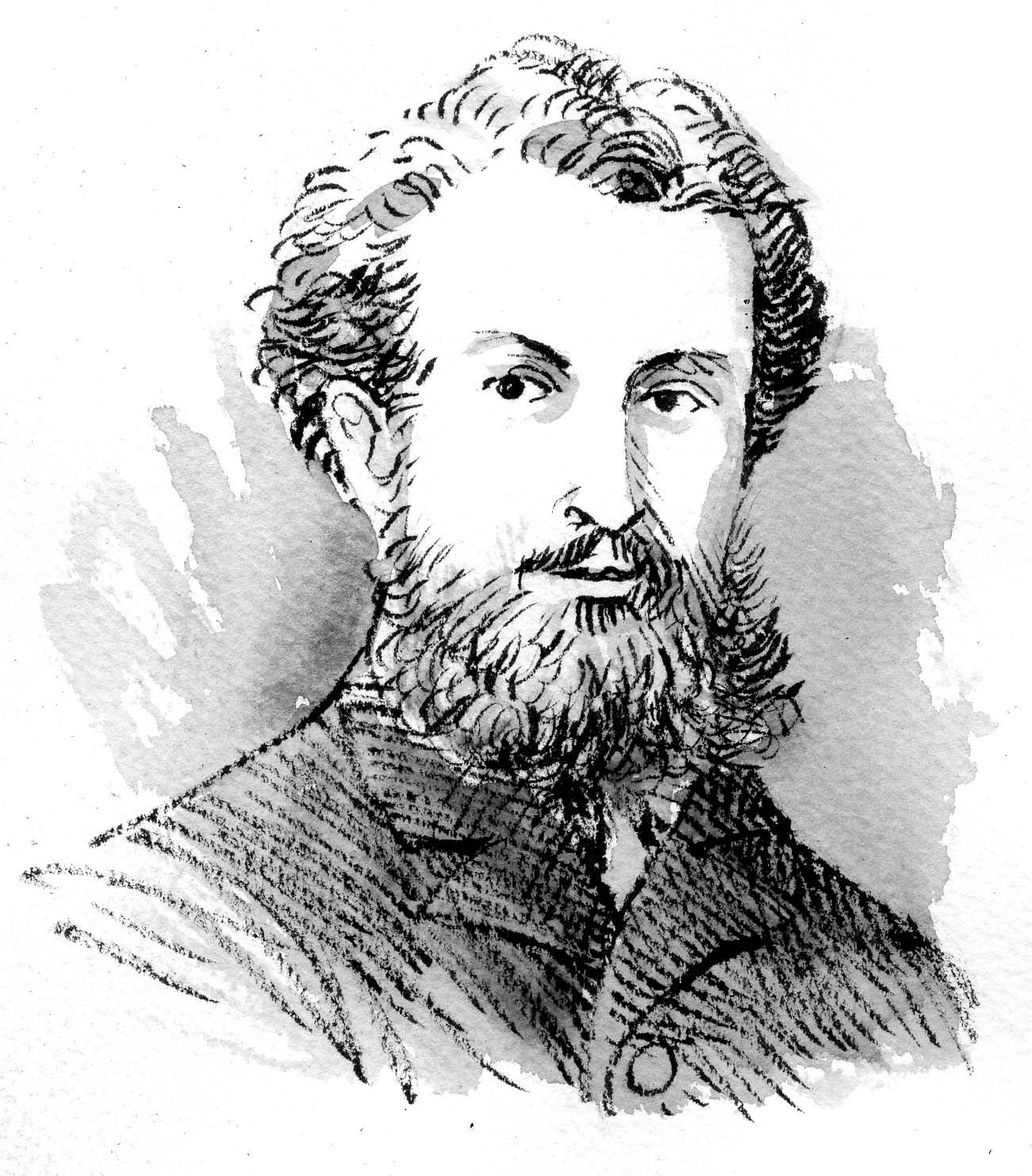
Roger de Monts
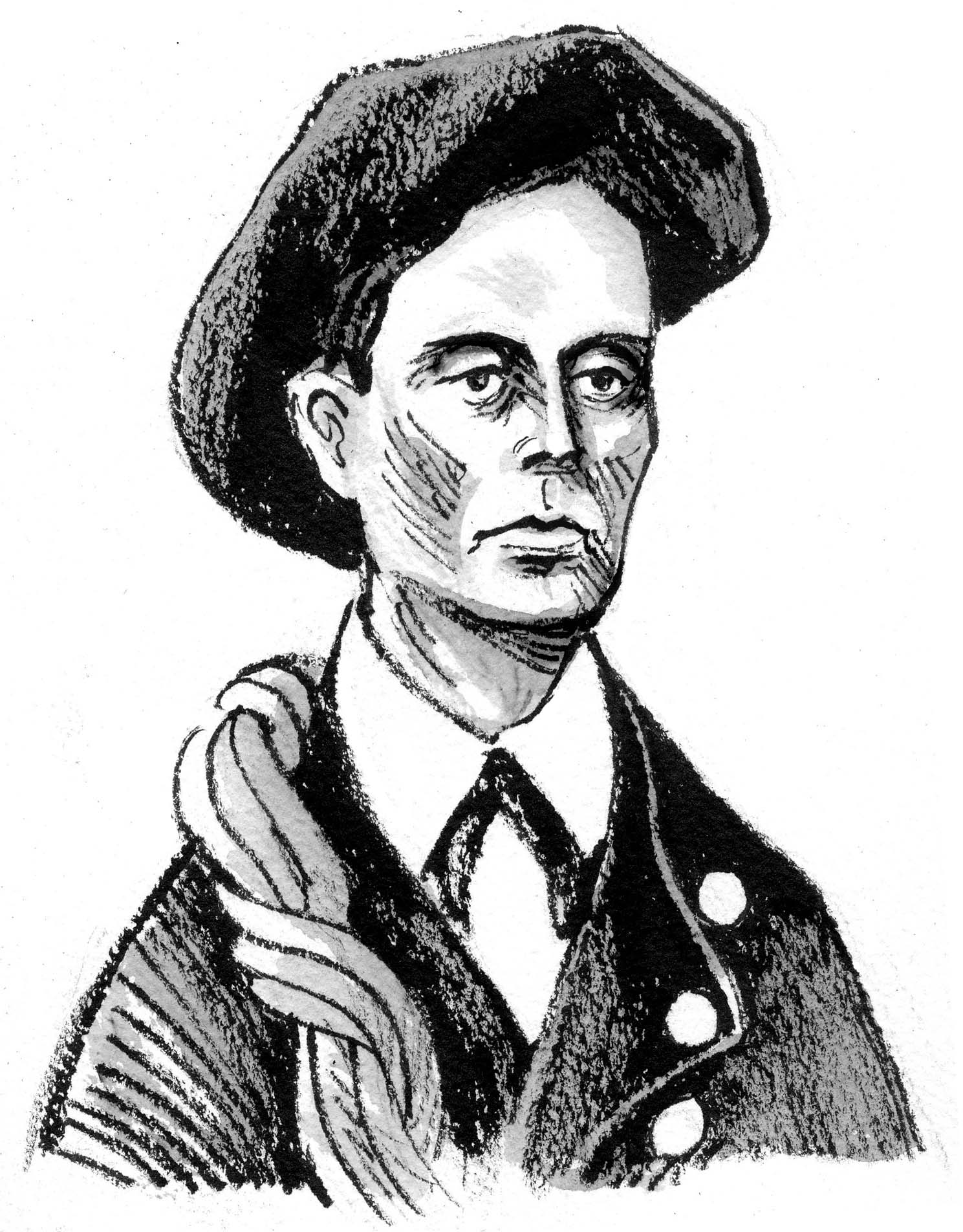
Célestin Passet
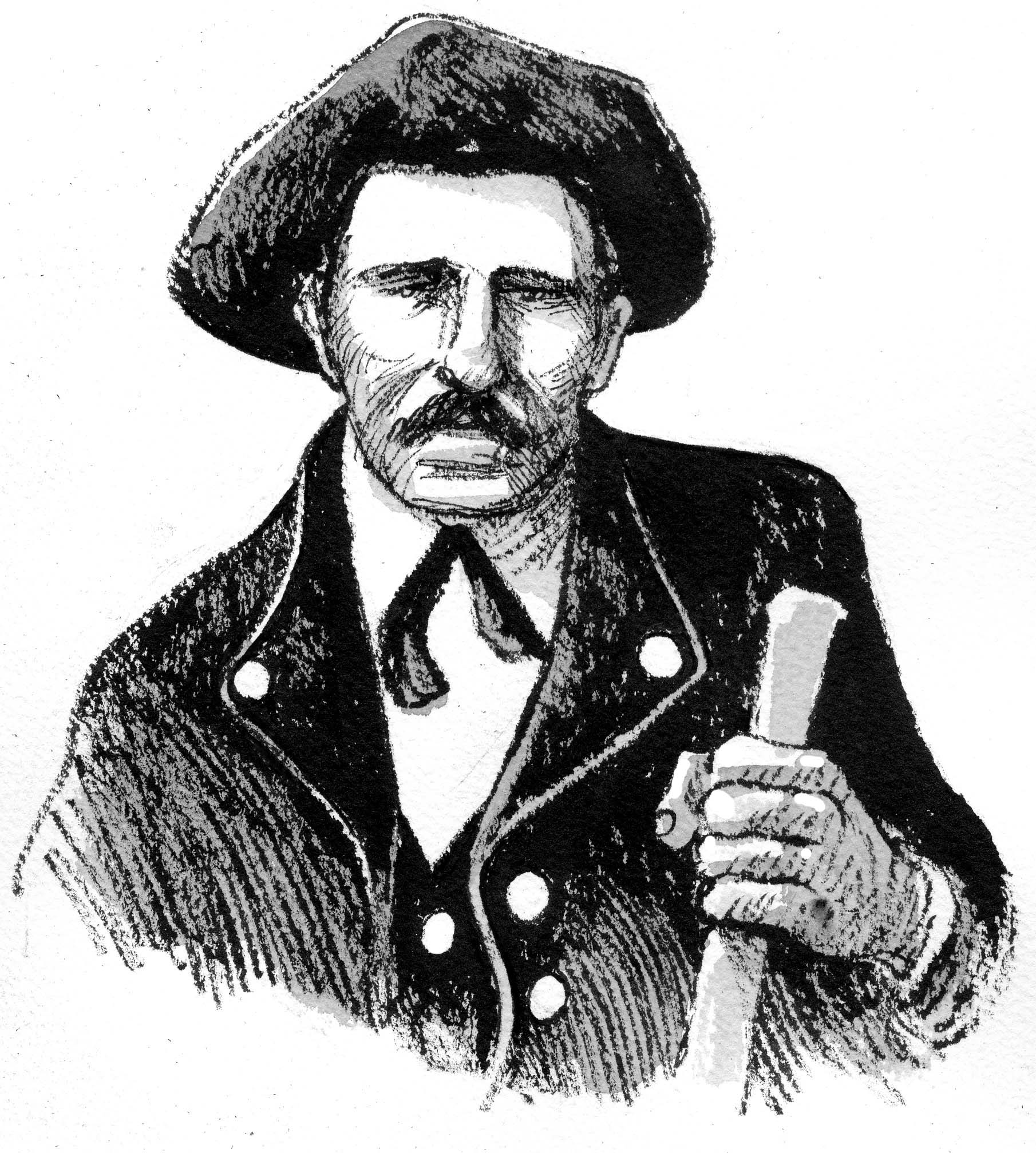
François Bernat-Salles

El següent intent no és fins al 6 de juny de 1927: Jean Arlaud i Charles Laffont, havent franquejat fàcilment el bloc encallat, van ser aturats per un mur de gel i van haver de tornar enrere. I quaranta-quatre anys després de la primera arriba la segona ascensió feta per Henri Barrio, Joseph Aussat i Joseph Loustaunau, el 13 de juliol de 1933, seguida el 15 per François Cazalet, H. Lamathe, Robert Ollivier i J. Senmartin. Les condicions de l'ascensió depenen doncs de l'estat del gel a la part superior del corredor.